# Kontrolliertes Runden
Das Kontrollierte Runden (engl. controlled rounding), in der Marktforschung auch Zufallsallokation genannt, ist eine Methode, um in zweifach geschichteten Grundgesamtheiten proportional geschichtete Stichproben mit verhältnismäßig kleinem Umfang in möglichst unverzerrter Weise zu gewinnen. Man stelle sich beispielsweise vor, dass man durch 1000 Telefoninterviews in der Grundgesamtheit der mindestens 18-jährigen Bürger der BRD die Einstellung zur Elektromobilität erfragen will, wobei die Grundgesamtheit zweifach geschichtet ist, einmal nach den 16 Bundesländern und zum anderen nach 10 unterschiedlichen Gemeindetypen. Es gibt dann 16 x 10 = 160 verschiedene Schichtzellen. Meistens werden proportional geschichtete Stichproben benutzt und da werden in aller Regel nichtganzzahlige Stichprobenumfänge pro Schichtzelle erhalten. Beispielsweise sollen 2,3 Personen im Bundesland 3 und Gemeindetyp 5 interviewt werden. Hier einfach klassisch ab- oder aufzurunden führt schnell zu Widersprüchen, wie bereits das stark vereinfachte Beispiel weiter unten zeigt.
Der Begriff controlled rounding geht auf Goodman/Kish (1950) zurück.

## Stark vereinfachtes Beispiel
Beide Schichten haben jeweils nur zwei Ausprägungen, A und B bzw. a und b. Angenommen, eine proportional geschichtete Stichprobe vom Umfang n = 10 ergibt in den 2 x 2 = 4 Schichtzellen folgende Stichprobenumfänge:
| Schichten    | A   | B   | Zeilensumme |
| ------------ | --- | --- | ----------- |
| a            | 3,1 | 0,2 | 3,3         |
| b            | 0,4 | 6,3 | 6,7         |
| Spaltensumme | 3,5 | 6,5 | 10          |

Der Gesamtstichprobenumfang n = 10 soll also so aufgeteilt werden, dass 3,1 Versuche auf die Zelle (a,A), 0,2 auf die Zelle (a,B), 0,4 auf (b,A) und 6,3 auf (b,B) entfallen. Wenn man nun alle Einträge in obigem Tableau klassisch rundet, ergibt sich (Zeilen- und Spaltenüberschriften sind jetzt weggelassen):
| 3 | 0 | 3  |
| 0 | 6 | 7  |
| 4 | 7 | 10 |

Man erkennt viele Widersprüche. Die Summe der Schichtzellenumfänge ist nicht 10, Zeilen- und Spaltensummen sind fehlerhaft. Auch wirkt verzerrend, dass bei klassischem Runden Schichtzellen mit Werten kleiner als 0,5 keine Chance haben, in die Stichprobe zu gelangen.
Die Idee von Goodman/Kish ist nun die folgende: Finde ein zufälliges Tableau mit ganzzahligen Zelleneinträgen, das die Randbedingungen (n = 10, Zeilen- und Spaltensummen) korrekt einhält und das unverzerrt ist in dem Sinne, dass der Erwartungswert gleich dem Ausgangstableau ist. Im Beispiel findet man leicht ein zufälliges Tableau mit vier möglichen Realisierungen, das den genannten Anforderungen genügt. In der folgenden Tabelle sind nur noch die 2 x 2 = 4 gerundeten Schichtzellenwerte angegeben:
| 4 | 0 |
| 0 | 6 |

| 3 | 1 |
| 0 | 6 |

| 3 | 0 |
| 1 | 6 |

| 3 | 0 |
| 0 | 7 |

Praktisch ist es nun so, dass man zufällig entsprechend den angegebenen Wahrscheinlichkeiten eines der vier möglichen Tableaus wählt und entsprechend die Stichprobenerhebung durchführt.

## Allgemeiner Fall
In der Praxis hat man es mit wesentlich größeren Tableaus zu tun. Der große Nachteil des Verfahrens von Goodman/Kish ist, dass es stark heuristisch ist und insbesondere kaum programmierbar. Einen anderen, wesentlich erfolgreicheren Zugang wählte L. Cox (1987). Er rundet in einem iterativen Verfahren in jedem Schritt zufällig mindestens eine Zelle des Tableaus. Das Ergebnis ist wiederum eine zufällige Allokation, die erwartungstreu ist, d. h. ihr Erwartungswert stimmt mit dem nichtgerundeten Ausgangstableau überein. In Deutschland hat sich als erster K. Rappl (1993) mit kontrolliertem Runden beschäftigt. Heutzutage wird der Cox-Algorithmus beispielsweise im ADM-Stichprobensystem für Telefonbefragungen benutzt.